# Барсина, Иоланда
Иола́нда Барси́на Ангу́ло (исп. Yolanda Barcina Angulo; род. 4 апреля 1960, Бургос) — испанский политик, председатель правительства Наварры в 2011—2015 годах. В 1999—2011 годах занимала пост мэра Памплоны. Председатель партии «Союз наваррского народа».

## Биография
Провела детство в Португалете, в 17 лет переехала в Наварру, где в Наваррском университете изучала фармакологию. В 1988 году поступила на преподавательскую работу в Барселонский автономный университет. В 1990 году перевелась в Университет Страны Басков, где занимала должность заместителя декана факультета фармакологии. В 1993 году возглавила кафедру нутрициологии в Общественном университете Наварры.
В 1996 году была назначена советником по вопросам окружающей среды в правительстве Наварры, возглавляемом Мигелем Сансом, членом партии «Союз наваррского народа». В 1999 году победила на выборах мэра Памплоны. В 2009 году возглавила партию «Союз наваррского народа». В 2011 году по результатам выборов в Парламент Наварры возглавила правительство этого автономного сообщества.